# بول ميوني
بول ميوني (أو موني) (بالإنجليزية: Paul Muni)‏ (واسمه الأصلي فريدريش ميشيليم ماير فايسنفرويند، 22 سبتمبر 1895 - 25 أغسطس 1967) هو ممثل مسرحي وسيننمائي أمريكي نشأ في شيكاغو. ترشح موني لجائزة الأوسكار ستة مرات وفاز في مرة واحدة. بدأ حياته المهنية في المسرح اليديشي. وكان يعتبر أحد من أرقى الممثلين في استوديو وارنر براذرز خلال ثلاثينيات القرن العشرين، ووكان يتمتع بامتياز نادر وهو اختيار الأدوار التي يريدها.
عادة ما كلن يلعب دور الشخصية القوية، مثل الدور الرئيسي في سكارفيس (1932)، وترجع مهارته التمثيلية جزئيا إلى استعداده المكثف لأدواره، وغالبا ما كان يتغمس في دراسة صفات الشخصية وتصرفاتها. كما امتلك مهارات في استخدام تقنيات المكياج، وهي موهبة تعلمها من والديه الذان كانا ممثلين أيضا، وكذلك من سنواته الأولى على خشبة المسرح اليديشية في شيكاغو. لعب موني دورر رجل في الثمانين وهو بسن الثانية عشرة. وفي أحد أفلامه، سبعة وجوه، لعب سبع شخصيات مختلفة.
وقدم ميوني 25 فيلما وفاز بجائزة الأوسكار لأفضل ممثل عن دوره في فيلم قصة لويس باستور عام 1936. كما لعب دور البطولة في العديد من مسرحيات برودواي وحصل على جائزة توني لأفضل ممثل مسرحي لدوره في إنتاج 1955 من مسرحية وريث الريح.

## النشأة والمهنية
كان اسمه العبري ميشيليم؛ وكان يُسمى أيضًا فريدريش ماير فايسنفرويند، وُلد لعائلة يهودية في لفيف، غاليسيا، والتي كانت ضمن الإمبراطورية النمساوية المجرية في وقت ولادته. كان والداه هما سالي وفيليب فايسنفرويند. تعلَّم اللغة اليديشية كلغة أُم. عندما كان عمره سبعة أعوام، هاجر مع عائلته إلى الولايات المتحدة عام 1902؛ واستقروا في شيكاغو.
كان يُعرف باسم «موني» عندما كان طفلًا. بدأ بمهنة التمثيل في المسرح اليديشي في شيكاغو مع والديه، اللذين كانا ممثلين. نمَّى مهارة صنع المكياج عندما كان مراهقًا، ما مكّنه من لعب أدوار شخصياتٍ أكبر سنًا. يدون مؤرخ الأفلام روبرت أوزبورن أن مهارات موني في المكياج كانت إبداعية لدرجة أنه -وفي غالب أدواره- «حوَّل مظهره بشكل كامل جدًا، لدرجة أنه لُقب بلون تشيني الجديد». في أول أداء له على المسرح بعمر 12 عامًا، لعب موني دور رجل عمره 80 عامًا.
لوحظ بسرعة من قبل موريس شوارتز، الذي سجَّله في مسرح الفن اليديشي. كان إدوارد روبنسون وبول موني أبناء عم تشارلز إم. فريتز، الذي كان ممثلًا مرموقًا خلال الكساد الكبير.
انتقت مقالة لصحيفة نيويورك تايمز لعام 1925 أداء سام كاستين وموني في مسرح الشعب ليكون من بين أبرز الأحداث لموسم المسرح اليشيدي في تلك السنة، ووضعتهم في المرتبة الثانية بعد لودفيغ ساتز.
بدأ موني بالتمثيل في مسرح برودواي عام 1926. كان دوره الأول لرجل يهودي كبير بالسن في مسرحية وي أميريكانز (نحن الأمريكان)، من كتابة الكاتبين المسرحيَّين ماكس سيجيل وميلتون هربرت غروبّر. وكانت هذه المرة الأولى التي يمثل فيها باللغة الإنجليزية على الإطلاق.
في عام 1921، تزوج من بيلا فينكل (8 فبراير، 1898 – 1 أكتوبر، 1971)، والتي كانت ممثلة في المسرح اليديشي. وبقيا متزوجين حتى وفاة موني عام 1967.

## هوليوود
في عام 1929، وقّع موني عقدًا مع شركة فوكس. بُسِّط اسمه وأُعطي طابعًا إنجليزيًا ليصبح بول موني (كان يحمل لقب «موني» عندما كان شابًا). لوحظت مواهبه التمثيلية بسرعة وحصل على ترشيح لجائزة أوسكار لفيلمه الأول، ذا فايالانت (1929)، بالرغم من أن الإقبال على الفيلم كان ضعيفًا في شبابيك التذاكر. وكان فيلمه الثاني، سفن فيسيس (في 1929 أيضًا) فشلًا ماليًا كذلك. عاد إلى برودواي وهو غير مسرور بالأدوار التي عُرضت عليه، حيث لعب دور البطولة هناك في مسرحية نجحت نجاحًا كبيرًا، بعنوان كونسيلور آت لو (مستشارٌ في القانون).
عاد بول موني سريعًا إلى هوليوود ليمثل دور البطولة في أفلام مروعة لفترة ما قبل قانون الإنتاج مثل سكارفيس وآي آم أفيوجيتيف فروم أتشين غانغ (أنا طريد العدالة ومن سلسلة عصابات) (1932). رُشِّح لجائزة الأوسكار لأفضل ممثل عن الفيلم الثاني. أعجب الاستحسان الذي تلقاه موني كنتيجة لهذا الأداء شركة وارنر بروز لدرجة أنهم وقعوا معه عقدًا طويل الأجل، وأعلنوا أنه «أعظم ممثل على الشاشة».
سكارفيس؛ جزء من مجموعة أفلام عصابات في ذلك الوقت، كُتبها بن هيكت وأخرجها هاورد هوكس. دوَّن الناقد ريتشارد كورليس عام 1974 أنه بالرغم من كونه فيلم عصابات خطيرًا، لكنه «نجح في تبيين أهمية الصحافة وفي نفس الوقت في مجازاتها على خداعها بإبراز تورطها في الترويج لصورة عالم الجريمة».
في عام 1935، أقنع موني وارنر بروز بالمجازفة ماليًا لإنتاج السيرة التاريخية بعنوان ذا ستوري أوف لويس باستور (قصة لويس باستور). أصبح هذا أول دور من أدوار موني العديدة في مجال السير الشخصية. مثّل دور البطولة في شخصية عالم محارب يحارب الازدراء في بلده الأم لإثبات أن بإمكان نظرياته الطبية إنقاذ حياة الناس. حتى ذلك الفيلم، نشأت أغلب قصص وارنر بروز من الأحداث المتداولة والأخبار الرئيسية، مع استثناءات لأفلام السيرة الشخصية السابقة لجورج أرليس وهي ديزرائيلي، ألكساندر هاملتون، وفّولتير. يُدون أوزبورن أن النجاح المفاجئ لفيلم باستور أعطى وارنر بروز «ذهب شباك التذاكر». فاز موني بجائزة الأوسكار لأدائه (مثلما فاز أرليس لأدائه في فيلم ديزرائيلي قبل ست سنوات).

## روابط خارجية
- بول ميوني على موقع IMDb (الإنجليزية)
- بول ميوني على موقع الموسوعة البريطانية (الإنجليزية)
- بول ميوني على موقع روتن توميتوز (الإنجليزية)
- بول ميوني على موقع مونزينجر (الألمانية)
- بول ميوني على موقع ألو سيني (الفرنسية)
- بول ميوني على موقع تيرنر كلاسيك موفيز (الإنجليزية)
- بول ميوني على موقع أول موفي (الإنجليزية)
- بول ميوني على موقع قاعدة بيانات برودواي على الإنترنت (الإنجليزية)
- بول ميوني على موقع قاعدة بيانات الأفلام السويدية (السويدية)
- بول ميوني على موقع إن إن دي بي (الإنجليزية)